# Sedum ternatum
Sedum ternatum là một loài thực vật có hoa trong họ Crassulaceae. Loài này được Michx. miêu tả khoa học đầu tiên năm 1803.